# 레비-슈타이니츠 정리
해석학에서, 레비-슈타이니츠 정리(영어: Lévy–Steinitz theorem)는 유클리드 공간 위의 급수의 임의의 순열에 대한 합들은 공집합 또는 부분 아핀 공간을 이룬다는 정리이다. 폴 피에르 레비와 에른스트 슈타이니츠(독일어: Ernst Steinitz)의 이름을 땄다.

## 같이 보기
- 리만 재배열 정리

## 참고 문헌
- Kadets, Mikhail I.; Kadets, Vladimir M. (1997). 《Series in Banach Spaces. Conditional and Unconditional Convergence》. Operator Theory Advances and Applications (영어) 94. Basel: Birkhäuser. doi:10.1007/978-3-0348-9196-7. ISBN 978-3-0348-9942-0. Zbl 0876.46009.